# 烏列爾·坎胡拉
烏列爾·坎胡拉（西班牙語：Uriel Canjura，2001年4月30日—），全名烏列爾·弗朗西斯科·坎胡拉·阿蒂加（西班牙語：Uriel Francisco Canjura Artiga），薩爾瓦多男子羽毛球運動員，2023年泛美運動會羽毛球比賽男子單打銅牌得主，2024年成為薩爾瓦多第一位參加奧運羽球比賽的運動員。

## 選手生涯
烏列爾·坎胡拉九歲接觸羽球，他的繼父是啟蒙教練。2018年，坎胡拉代表薩爾瓦多參加青年奧運會羽球比賽，同時為該國開幕式掌旗官。
2019年12月，19歲的坎胡拉在薩爾瓦多羽毛球國際賽男子單打決賽以2比1（21-11、11-21、21-13）擊敗美國選手舒之顥，為主辦國薩爾瓦多贏得該屆唯一的冠軍。
2021年11月，坎胡拉在泛美青年運動會羽毛球比賽奪得男單、混雙銀牌。12月，他在薩爾瓦多國際賽達成二連霸。
2022年，坎胡拉在泛美洲羽毛球錦標賽獲得男單季軍，同年在巴西國際系列賽奪冠，於危地馬拉、秘魯兩站賽事奪亞，年底再於薩爾瓦多國際賽達成三連霸。
2023年4月，坎胡拉在泛美洲羽毛球錦標賽再進一步，於準決賽以2比1（20-22、21-12、21-14）戰勝賽史三屆冠軍、瓜地馬拉的凯文·科登，但在決賽以懸殊比分（10-21、5-21）不敵加拿大的楊燦，獲得亞軍。10月，在泛美運動會羽毛球比賽奪得男子單打銅牌。隔月再於2023年蘇利南國際賽奪得男單冠軍。
2024年，坎胡拉獲得巴黎奧運參賽資格，成為薩爾瓦多第一位奧運羽毛球代表，並為薩爾瓦多掌旗官。7月，他在羽毛球男子單打比賽小組賽中接連以直落二不敵捷克的扬·劳达（12-21、10-21）和新加坡的骆建佑（13-21、16-21），無緣從小組賽晉級。

## 主要比賽成績
只列出曾進入準決賽的國際賽事成績：
| 年份   | 賽事                     | 公開賽級別 | 項目     | 搭檔                | 成績   |
| ------ | ------------------------ | ---------- | -------- | ------------------- | ------ |
| 2017年 | 危地馬拉羽毛球未來系列賽 | 未來系列賽 | 男子雙打 | Javier Armando Alas | 準決賽 |
| 2017年 | 危地馬拉羽毛球未來系列賽 | 未來系列賽 | 混子雙打 | Fatima Centeno      | 亞軍   |
| 2019年 | 墨西哥羽毛球國際賽       | 國際系列賽 | 男子雙打 | Alonso Medel        | 準決賽 |
| 2019年 | 薩爾瓦多羽毛球國際賽     | 未來系列賽 | 男子單打 | －                  | 冠軍   |
| 2020年 | 墨西哥羽毛球國際賽       | 國際系列賽 | 男子單打 | －                  | 準決賽 |
| 2021年 | 泛美青年運動會羽毛球比賽 | 其他       | 男子單打 | －                  | 銀牌   |
| 2021年 | 泛美青年運動會羽毛球比賽 | 其他       | 混合雙打 | Fatima Centeno      | 銀牌   |
| 2021年 | 薩爾瓦多羽毛球國際賽     | 國際系列賽 | 男子單打 | －                  | 冠軍   |
| 2022年 | 泛美洲羽毛球錦標賽       | 其他       | 男子單打 | －                  | 季軍   |
| 2022年 | 巴西羽毛球國際系列賽     | 國際系列賽 | 男子單打 | －                  | 冠軍   |
| 2022年 | 危地馬拉羽毛球國際系列賽 | 國際系列賽 | 男子單打 | －                  | 亞軍   |
| 2022年 | 秘魯羽毛球國際系列賽     | 國際系列賽 | 男子單打 | －                  | 亞軍   |
| 2022年 | 墨西哥羽毛球國際賽       | 國際系列賽 | 男子單打 | －                  | 準決賽 |
| 2022年 | 薩爾瓦多羽毛球國際賽     | 國際系列賽 | 男子單打 | －                  | 冠軍   |
| 2023年 | 泛美洲羽毛球錦標賽       | 其他       | 男子單打 | －                  | 亞軍   |
| 2023年 | 危地馬拉羽毛球國際挑戰賽 | 國際挑戰賽 | 男子單打 | －                  | 準決賽 |
| 2023年 | 秘魯羽毛球國際系列賽     | 國際系列賽 | 男子單打 | －                  | 亞軍   |
| 2023年 | 泛美運動會羽毛球比賽     | 其他       | 男子單打 | －                  | 銅牌   |
| 2023年 | 蘇利南羽毛球國際賽       | 國際系列賽 | 男子單打 | －                  | 冠軍   |
| 2024年 | 泛美洲羽毛球錦標賽       | 其他       | 男子單打 | －                  | 亞軍   |
| 2024年 | 薩爾瓦多羽毛球國際賽     | 國際系列賽 | 男子單打 | －                  | 亞軍   |

| 2007-2017年 | 首要超級賽 | 超級賽 | 黃金大獎賽 | 大獎賽 | 國際挑戰賽 | 國際系列賽 | 未來系列賽 | 其他 |

| 2018-2026年 | 總決賽 | 超級1000賽 | 超級750賽 | 超級500賽 | 超級300賽 | 超級100賽 | 國際挑戰賽 | 國際系列賽 | 未來系列賽 | 其他 |

### 奧運會和世錦賽參賽紀錄
|          | 2024       |
| -------- | ---------- |
| 男子單打 | 小組第三名 |

## 腳註

## 外部連結
- 烏列爾·坎胡拉在BWFBadminton.com（英语）
- 烏列爾·坎胡拉在BWF.TournamentSoftware.com（英语）
- 烏列爾·坎胡拉在Olympics.com（英语）
- 烏列爾·坎胡拉在Olympedia（英语）
- 烏列爾·坎胡拉在Flashscore（英语）

| 奥林匹克运动会                         | 奥林匹克运动会                             | 奥林匹克运动会 |
| -------------------------------------- | ------------------------------------------ | -------------- |
| 前任： Enrique Arathoon Celina Márquez | 萨尔瓦多掌旗官 2024 巴黎 與 Celina Márquez | 繼任： 現任    |